# ماري شابن كاربنتر
ماري شابن كاربنتر (بالإنجليزية: Mary Chapin Carpenter)‏ هي مغنية وفنانة شارع ومغنية مؤلفة أمريكية، ولدت في 21 فبراير 1958 في برينستون في الولايات المتحدة.

## وصلات خارجية
- الموقع الرسمي
- ماري شابن كاربنتر على موقع IMDb (الإنجليزية)
- ماري شابن كاربنتر على موقع ميوزك برينز (الإنجليزية)
- ماري شابن كاربنتر على موقع إن إن دي بي (الإنجليزية)
- ماري شابن كاربنتر على موقع أول ميوزيك (الإنجليزية)
- ماري شابن كاربنتر على موقع ديسكوغز (الإنجليزية)
- ماري شابن كاربنتر على موقع قاعدة بيانات الفيلم (الإنجليزية)